# Wellington Arias
Wellington Arias (* 13. März 1991 in Santo Domingo) ist ein US-amerikanischer Profiboxer dominikanischer Herkunft.

## Karriere
Arias wurde 2009, 2010 und 2011 Dominikanischer Meister im Leichtgewicht. Im Juli 2010 gewann er eine Bronzemedaille bei den Zentralamerika- und Karibikspielen in Puerto Rico. Im Juni 2011 gewann er die Panamerikaspiele-Qualifikation in Panama. Bei den anschließenden Panamerikaspielen in Mexiko, unterlag er aber dann im ersten Kampf gegen den Brasilianer Robson Conceição. Bei den Weltmeisterschaften 2011 in Aserbaidschan, schied er in der zweiten Vorrunde gegen den Usbeken Fazliddin Gʻoibnazarov aus.
Im Mai 2012 nahm er an der Amerikanischen Olympiaqualifikation in Brasilien teil und erreichte den zweiten Platz. Er unterlag dabei erst im Finale gegen Félix Verdejo aus Puerto Rico. Somit startete er im Juli 2012 bei den Olympischen Sommerspielen in London, wo er im Achtelfinale dem Ukrainer Wassyl Lomatschenko unterlag.
Seit 2013 boxt Arias als Profi in den USA und trainiert im Newburgh Boxing Club von New York. Er gewann sein Profidebüt einstimmig nach Punkten gegen Victor Galindo.